# Cora marina
Cora marina – gatunek ważki z rodziny Polythoridae. Występuje na terenie Ameryki Środkowej.